# Werner Forssmann
Werner Theodor Otto Forßmann (n. 29 august 1904, Berlin, Imperiul German – d. 1 iunie 1979, Schopfheim, Republica Federală Germania) a fost un medic german, cunoscut pentru cercetările sale în domeniul cateterismului cardiac.
În 1956, împreună cu Andre Cournand și Dickinson Richards, a primit Premiul Nobel pentru Medicină pentru dezvoltarea metodei de sondare a cordului uman.